# Zalaszentiván
Zalaszentiván è un comune dell'Ungheria di 1.079 abitanti (dati 2001). È situato nella contea di Zala.